# Штиглер, Йозеф
Йо́зеф «Пе́пи» Шти́глер (нем. Josef "Pepi" Stiegler; род. 20 апреля 1937, Лиенц) — австрийский горнолыжник, выступавший в слаломе, гигантском слаломе и скоростном спуске. Представлял сборную Австрии по горнолыжному спорту в 1957—1964 годах, чемпион и бронзовый призёр зимних Олимпийских игр в Инсбруке, серебряный призёр Олимпийских игр в Скво-Вэлли, чемпион мира, четырёхкратный чемпион австрийского национального первенства.

## Биография
Йозеф Штиглер родился 20 апреля 1937 года в городе Лиенц земли Тироль, Австрия. Проходил подготовку в местном одноимённом спортивном клубе SC Lienz.
Впервые заявил о себе в 1957 году, выиграв чемпионат Австрии среди юниоров в слаломе и комбинации. Позже вошёл в состав австрийской национальной сборной и отметился на нескольких взрослых соревнованиях, в частности выиграл скоростной спуск и комбинацию в Валь-Гардене, был лучшим в скоростном спуске в Церматт. В следующих двух сезонах добавил в послужной список ещё несколько побед.
В 1960 году выиграл престижные соревнования в Венгене и Лауберхорне, одержал победу в зачёте национального первенства в слаломе. Благодаря череде удачных выступлений удостоился права защищать честь страны на зимних Олимпийских играх в Скво-Вэлли — показал пятый результат в слаломе, финишировал пятнадцатым в скоростном спуске, тогда как в программе гигантского слалома завоевал серебряную олимпийскую медаль, пропустив вперёд только швейцарца Рогера Стауба. Кроме того, занял четвёртое место в комбинации в зачёте разыгрывавшегося здесь мирового первенства.
Став серебряным олимпийским призёром, Штиглер остался в главной горнолыжной команде Австрии и продолжил принимать участие в крупнейших международных соревнованиях. Так, в 1961 и 1963 годах он выигрывал австрийское национальное первенство в слаломе, гигантском слаломе и комбинации. Побывал на чемпионате мира в Шамони, где в слаломе закрыл двадцатку сильнейших.
Находясь в числе лидеров австрийской национальной сборной, Йозеф Штиглер благополучно прошёл отбор на домашние Олимпийские игры 1964 года в Инсбруке — на сей раз завоевал золото в слаломе и взял бронзу в гигантском слаломе, уступив французу Франсуа Бонльё и соотечественнику Карлу Шранцу. Поскольку здесь также разыгрывалось мировое первенство, дополнительно получил статус чемпиона мира по горнолыжному спорту. За эти выдающиеся достижения по итогам сезона был признан лучшим спортсменом Австрии.
Впоследствии выступал в США как профессионал, выступил автором ряда статьей для различных лыжных журналов. В 1965 году занял должность директора в лыжной школе горнолыжного курорта Джексон-Хоул в штате Вайоминг, оставался на этой должности в течение 29 лет. Позже являлся почётным посланником лыжного спорта, проведя здесь в общей сложности более 37 лет. В 1996 году был награждён почётным знаком «За заслуги перед Австрийской Республикой». В 2003 году окончил Университет штата Монтана в Бозмене, получив степень бакалавра в области английской литературы.
Его дочь Рези (род. 1985) и сын Зеппи (род. 1988) тоже добились определённых успехов в горнолыжном спорте. Рези достаточно долго входила в основной состав американской национальной сборной, представляла США на двух Олимпийских играх.
В 1993 году Йозефу Штиглеру был диагностирован рассеянный склероз.